# 铁路制动
铁路制动装置是对铁道机车车辆实施制动的一套系统，其主要作用是控制铁道机车车辆的运行速度，使运行中的列车能迅速地减速、停车，或者在下坡道上使其按限定速度运行，防止列车在下坡时由于车辆的重力作用导致超速；即使是静止状态的机车车辆也需要对其施行制动，以免停放车辆因重力作用或风力吹动而溜逸。因此，铁路制动是保障铁路运输安全的一个重要环节，若列车高速行驶时无法依靠制动来控制速度或使之停车，必定会发生危险甚至造成严重事故。各国铁路业者根据自身的铁路运用管理经验，对列车制动距离的要求都有严格规定，这亦是反映制动装置性能和实际制动效果的主要技术指标。
驱动列车运行必须对列车作用以牵引力，而制动列车则必须对列车作用以制动力，制动力是由制动装置产生并且与列车运行方间相反的阻力。从物理学的角度来看，制动的本质其实就是将列车上的动能转移出去，制动装置转移动能的能力被称为制动功率。在一定的制动距离条件下，列车的制动功率是其运动速度的三次函数，即制动功率与运动速度的平方成正比，因此运行速度越高的机车车辆，对于制动装置和制动能力的要求也越高。

## 发展历史

### 人力制动的时代

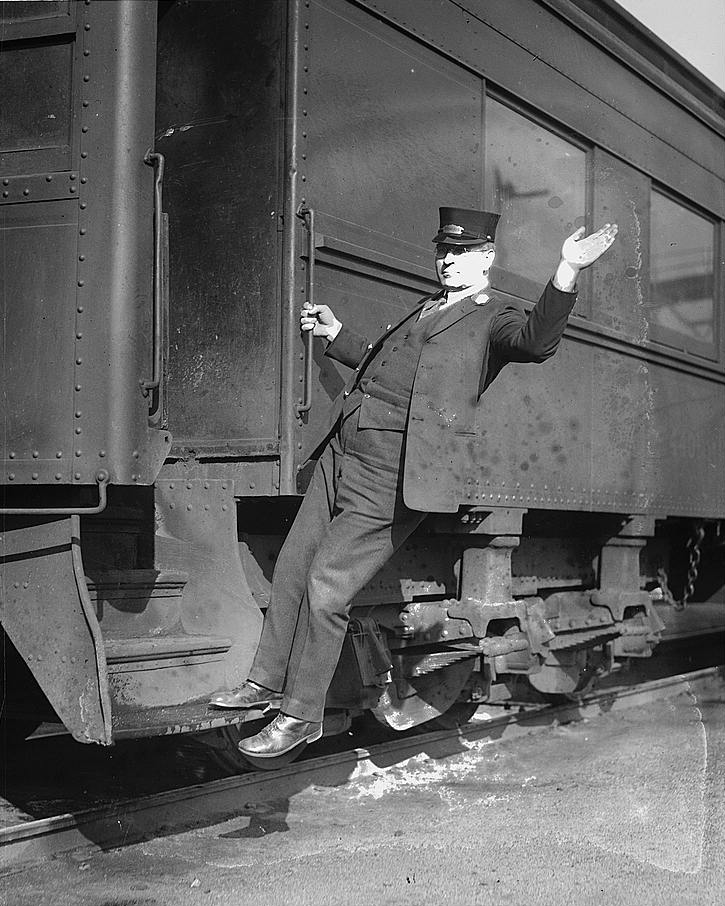
1910年代美国铁路旅客列车的制动员

1830年代，近代化的铁路运输系统首先在英国问世，但当时的铁路制动装置仍然相当原始，而且完全依靠人力来完成制动任务。闸瓦制动是最早出现的铁路制动装置，其实这是继承自当时马车的制动装置，初期大多使用木制闸瓦，后来逐步改为摩擦性能更好的铸铁闸瓦。闸瓦通过杠杆机构与手制动机连接，依靠人手对制动机逐一控制，将闸瓦压向车轮轮缘以产生摩擦力。初期的铁路车辆通常只有在一个转向架或一根车轴上设有制动机，后来许多车辆设计者按照各自的需要，设计了形形色色的杠杆装置，例如霍奇式（Hodge）、史蒂文斯式（Stevens）和埃尔德尔式（Elder）杠杆系统，使每个车轮都可以具有制动功能，一个手制动装置就能驱动车上所有闸瓦。
在使用人力作为制动力来源的时代，使列车减速停车是一件惊险而劳累的工作，制动装置是由列车上的制动员负责操作，这是铁道史上早期曾经出现过的一种工作岗位，列车上每两节至四节车厢设置一名制动员，当列车需要实施制动时首先由司机鸣笛示意，车上的制动员把各自管理的车辆的闸瓦上紧，司爐也把煤水车的制动手轮尽量拧紧。由于制动员需要从一节车厢跑到另一节车厢并拧紧制动手轮，因此这种制动方式的制动力传播得很慢，而且没法保证列车当中各节车厢同时施行制动作用，列车下坡时的速度也难以控制。在铁路史的早期发展阶段，铁路工程师的注意力集中在如何提高蒸汽机车的速度和牵引能力，而如何控制列车速度和停车的这一重要问题反倒成了次要，导致这段时期频繁发生因制动失效导致的铁路事故，此后直接关系到铁路运输安全的制动技术才得到重视，促使制动技术的创新并且跟上铁路发展的步伐，可以说铁路制动装置的发展很大程度上是建基于汲取铁路事故的惨痛教训。

### 连续制动的诞生

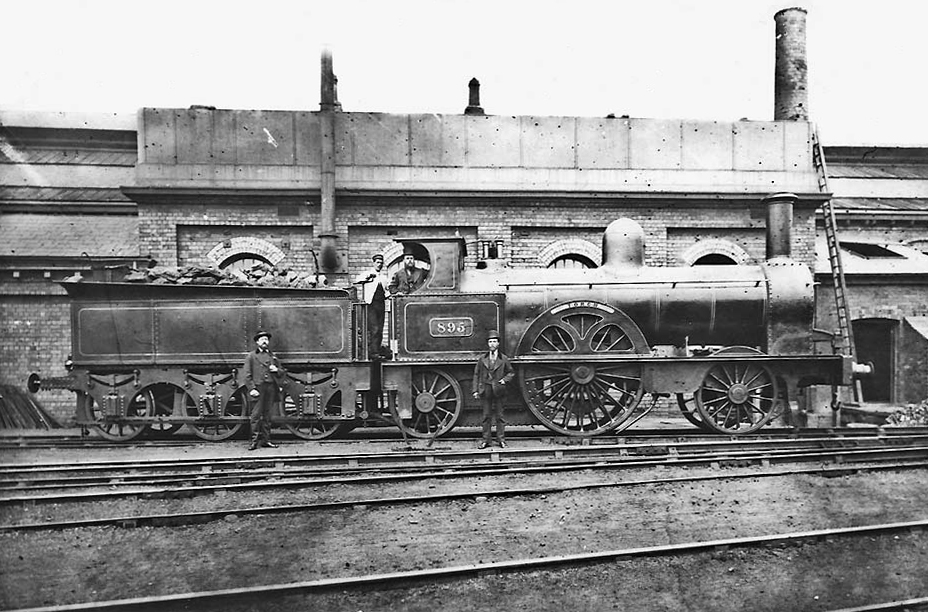
采用链条制动的伦敦和西北铁路布鲁默型蒸汽机车（1877年）

由于列车的重量和长度不断提升，铁路需要更加安全可靠的制动系统，以保障铁路列车的行车安全，因而在十九世纪中叶诞生了连续制动的概念。连续制动是指可以在列车的任何一点（例如机车或者制动车）对全列车的制动装置进行控制，从而取代制动效果缓慢且制动力不均匀的手制动。链条制动是一种较早出现的连续制动方式，其原理是利用链条连接多节车厢的制动装置，通过设置在机车或者制动车的控制杆和链轮，同时对几节车厢的闸瓦施行制动；但这种制动方式的缺点也十分明显，如果链条的某个部分意外断裂，部分车厢就会失去制动能力，而且链条也只能同时控制有限数量的车厢，在车厢数目较多的情况就只能加挂多辆制动车。链条制动曾经在1850年代至1870年代的铁道史占有一席之地，典型例子有伦敦和西北铁路（LNWR）采用的克拉克-韦布式链条制动（Clark-Webb chain brake），但在真空制动和空气制动出现后很快就被淘汰而销声匿迹。
与此同时，铁路列车的制动方式开始摆脱人力制动，逐步进入到机械连续制动的初始阶段，这是铁路制动史的第一个革命性转变，为提高列车行车速度创造了有利条件。当时，多种动力来源曾经被考虑作为制动机的原动力，首先被联想到的理所当然是来自蒸汽机车的高压蒸汽，早于1833年英国的罗伯特·史蒂芬生就已经为蒸汽制动申请了专利，但这是一种为蒸汽机车设计而非列车的制动装置。直到1855年，美国铁路工程师亨利·米勒（Henry Miller）发明了列车蒸汽制动，在这种制动系统中蒸汽制动缸被设置于每节车厢，并由蒸汽机车通过贯通全列车的橡胶软管向车厢供给蒸汽，该制动系统曾经在密歇根中央铁路及纽约和纽黑文铁路进行试验，并成功使一列以时速30英里行驶、总重104吨的列车在700英尺距离内停车。然而，蒸汽制动的一系列缺点使其无法得到进一步发展，这种方式必须使用高压蒸汽以提供足够的制动力，但连接各车的高压蒸汽软管同时也是一个潜在威胁；在寒冷天气下冷凝水也可能凝固结冰，导致蒸汽管路有被堵塞的危险。除此之外，十九世纪还曾经出现过以液压驱动的制动装置。1859年，美国人刘易斯·柯克（Lewis Kirk）为液压制动申请了专利，其结构与上述的蒸汽制动十分相似，但改为通过水泵和水管向各节车厢的液压制动缸供水，但这种制动方式的缺点是水会在冬季严寒时结冰，因此液压制动虽然曾在威彻斯特与宾夕法尼亚铁路试验，但此后亦未见广泛应用。
1844年，詹姆斯·内史密斯（James Nasmyth）和查理斯·梅尔（Charles May ）在英国注册了第一个真空制动机专利。真空制动机使用大气压力作为原动力，机车上设有真空泵和制动阀，车辆上设有真空制动缸，并设有一条贯通全列车的列车管，通过改变列车管的真空度来控制制动和缓解等作用，由真空制动缸产生闸瓦作用于车轮上的制动力。1860年，工程师尼赫迈亚·霍奇（Nehemiah Hodge）将真空制动带到美国并注册了专利。1872年，詹姆斯·史密斯（James Young Smith）获得了几项关于改良真空制动机的专利，并将其推销到波士顿和洛厄尔铁路、新泽西中央铁路、以及纽约和纽黑文铁路试用。1877年，詹姆斯·格瑞斯汉（James Gresham）发明了自动真空制动机，使制动装置在列车分离事故中能够自动发挥制动作用。

### 改变历史的空气制軔

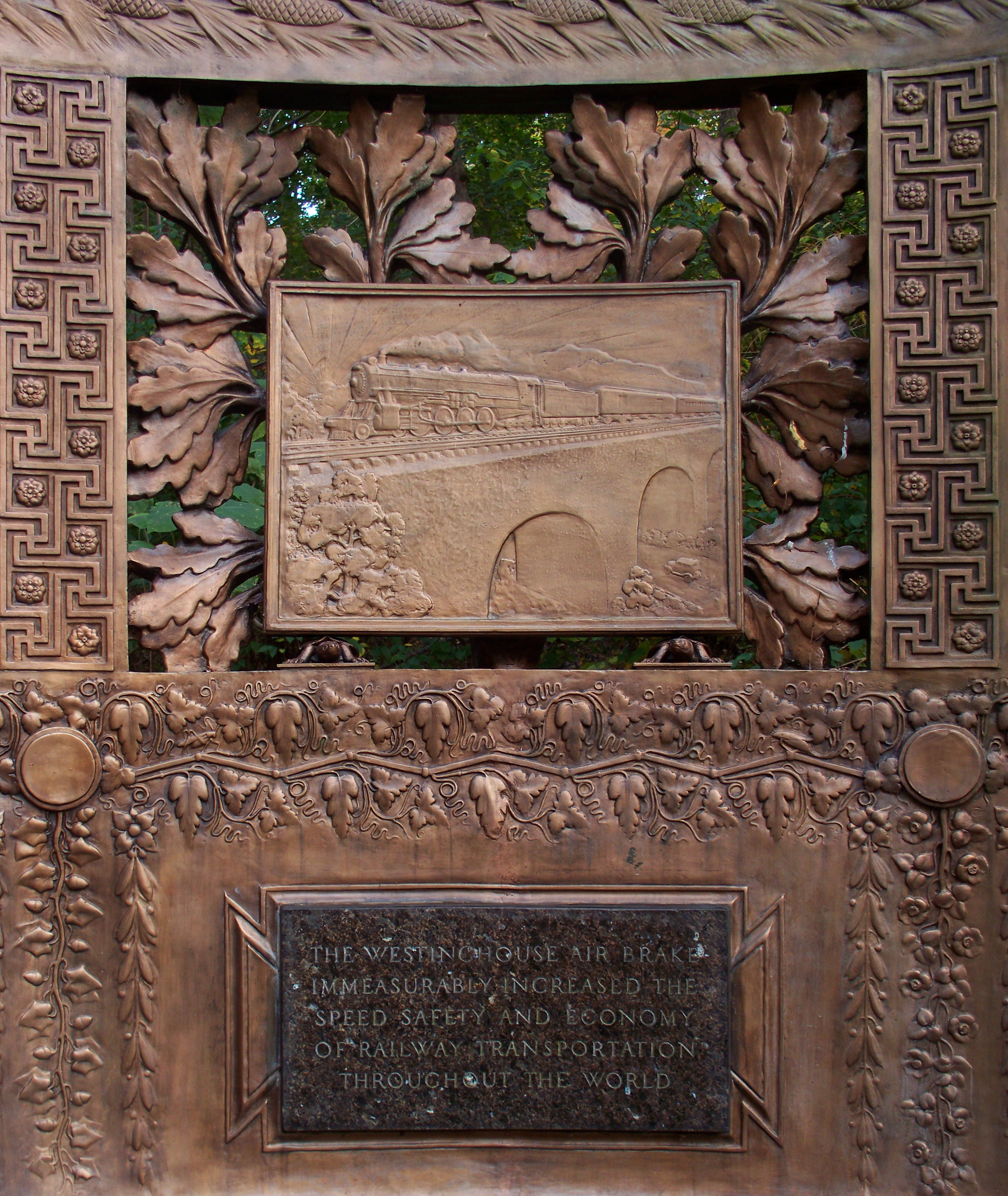
位于宾夕法尼亚州匹兹堡的威斯汀豪斯紀念碑，赞扬威斯汀豪斯发明空气制动对于铁路发展的贡献

1868年，乔治·威斯汀豪斯从钻掘隧道用之空压钻岩机得到启发，成功研制出使用压缩空气来操纵的铁路制动机，并于1869年在美国为直通空气制动机注册了专利（专利号88,929，1869年4月13日）。直通空气制动是以压缩空气与大气的压差作为原动力，机车上设有空气压缩机和储存压缩空气之总风缸，输送压缩空气和控制制动作用的列车管贯穿全列车，制动时压缩空气通过制动阀进入列车管，推动车辆上的制动缸活塞和制动杠杆，使闸瓦压紧车轮并产生制动作用。1869年9月，第一列安装直通空气制动装置的宾夕法尼亚铁路列车，完成由匹兹堡开往阿尔图纳的示范运转，示范运转的成功很快就带来来自密歇根中央铁路、芝加哥和西北铁路、联合太平洋铁路、旧殖民地铁路、波士顿和普罗维登斯铁路的订单；同月，威斯汀豪斯创立了西屋空气制动公司（WABCO），开始为各大铁路公司批量生产空气制动装置。1870年代，西屋公司在美国铁路制动装置市场的占有率以惊人速度增长，至1876年已有2,645台机车和8,508辆客车装用西屋公司的直通空气制动机，占当时全国铁路机车与客车数量的37.7%。
1871年，威斯汀豪斯首次启程前往欧洲推销他的直通空气制动机。虽然他费尽心机游说英国的铁路公司，并以西屋公司在美国取得的成功作为例证，但直通制动机并不如他想象的那样受到英国铁路公司的欢迎。不久之后，威斯汀豪斯就在英国《机械工程》（Engineering）期刊当中一篇论述连续制动的文章里找到答案，该文章指出安全可靠的连续制动装置应当具备两个特点，其一是当列车分离成两个部分时，制动装置必须自动发挥作用，其二是当一节或多节车辆上的制动装置发生故障时，列车其余部分的制动装置应能继续正常工作，但由于直通制动机的工作方式为充气增压制动、排气减压缓解，而且列车管直接与车辆上的制动缸连通，当列车管被扯断列车将丧失制动能力，因此直通制动机并不符合故障导向安全原则（fail-safe）。
威斯汀豪斯回国后着手改进直通空气制动机，于1872年又发明了自动空气制动机（专利号124,404、124,405，1872年3月15日）。自动制动机和直通制动机在构造上不同的地方，主要是在列车管和制动缸之间增设了三通阀和副风缸，三通阀的意思是指连接列车管、副风缸、制动缸的控制阀，三通阀随列车管和副风缸的压力变化而产生制动、缓解或保持压力等动作，这就是最早的二压力阀；自动制动机的操作方式与直通制动机相反，列车行驶时列车管和副风缸以预定压力充满压缩空气，列车管排气减压时制动缸增压并施行制动，列车管充气增压时制动缸减压并施行缓解，这样当列车分离时由于列车管与大气连通便能够迅速自动停车。

### 纽瓦克制动试验

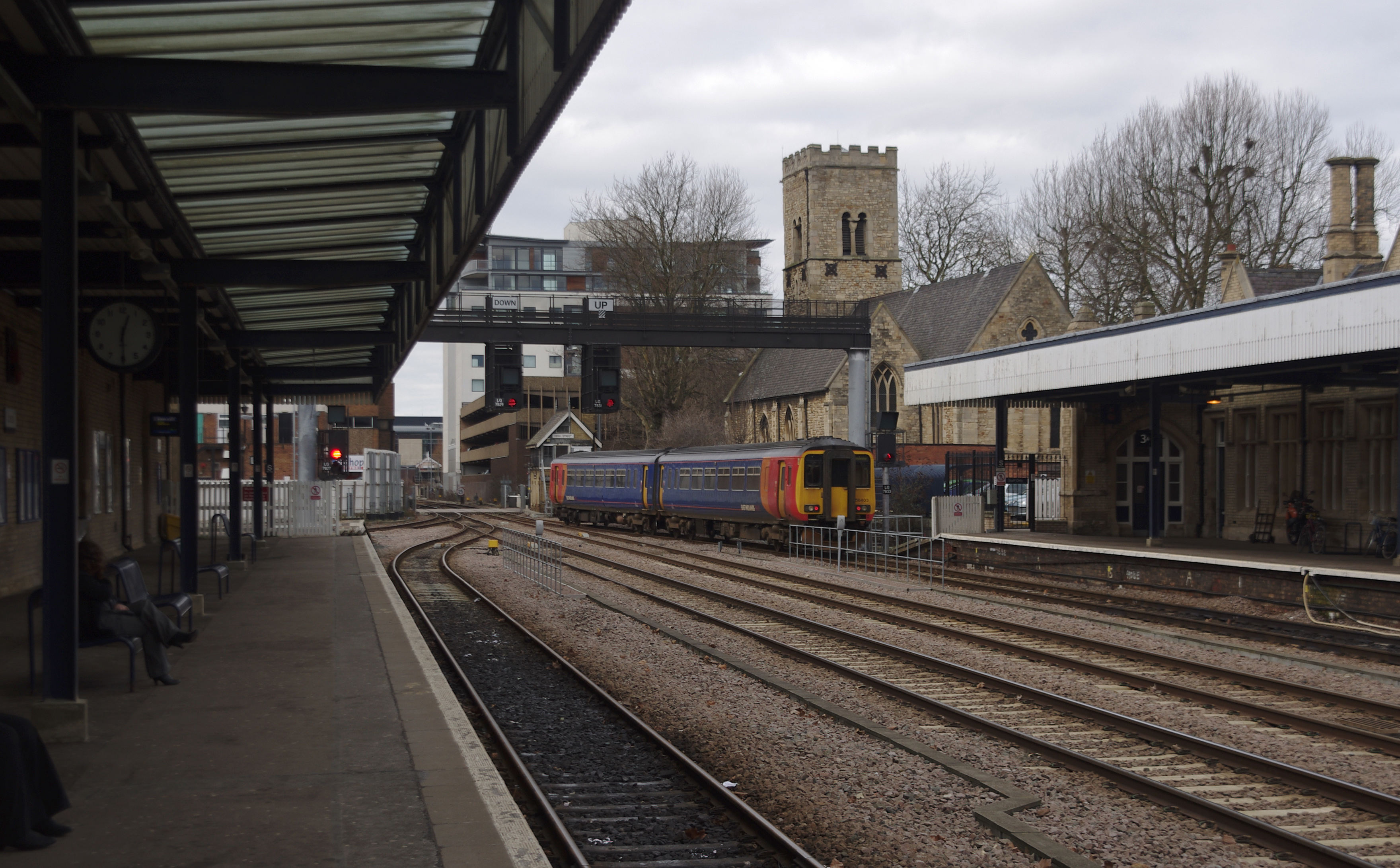
曾经进行世界上首次铁路制动性能试验的诺丁汉至林肯线

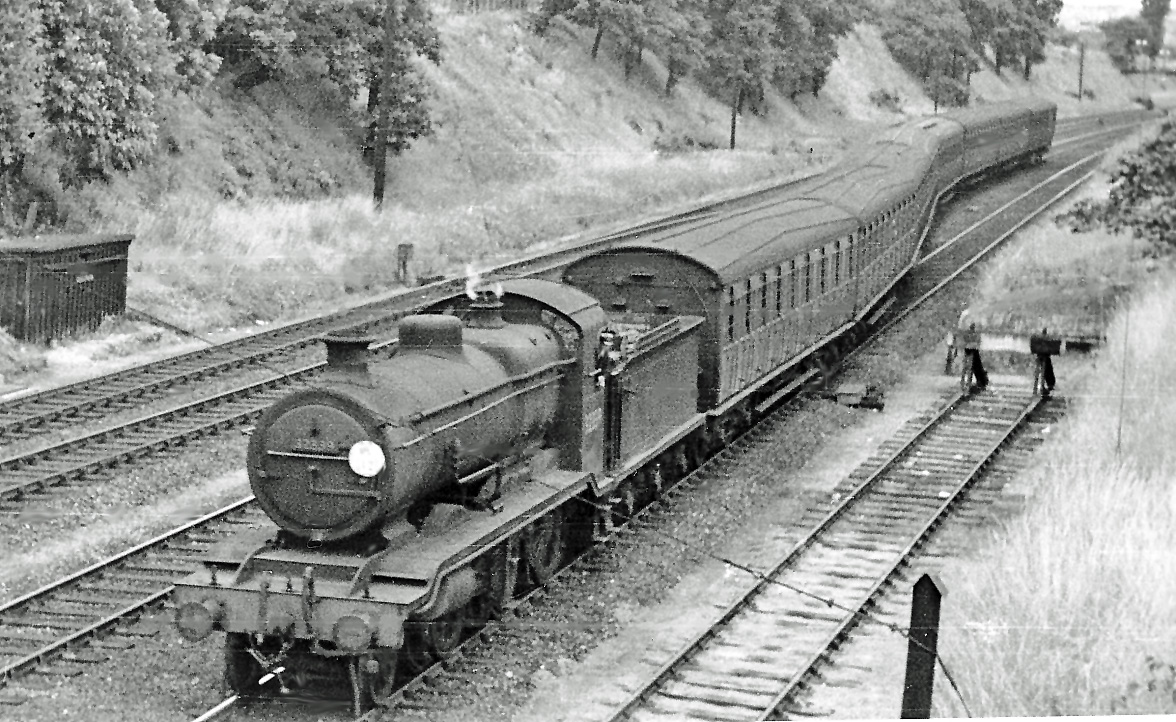
采用西屋空气制动的伦敦、布赖顿和南方海岸铁路K型蒸汽机车

1874年至1875年，威斯汀豪斯带着最新的自动空气制动机再次前往英国，这次明显消除了铁路业者对于空气制动装置的安全疑虑，包括伦敦、布赖顿和南方海岸铁路等几家铁路公司都有兴趣引进自动空气制动机。1870年代的英国被视为铁路制动装置的战场，多家公司都对连续制动这块新市场虎视眈眈，其中最主要的竞争对手为史密斯的直通真空制动机，虽然真空制动在美国无法与空气制动竞争，但在欧洲尤其是英国却得到不少铁路公司的青睐。1874年，英國陸軍皇家工兵、女王陛下铁路检测局巡检官哈钦森向铁路事故皇家委员会提交调查报告，指出在1873年发生85件铁路事故之中，其中35件是可以通过连续制动装置来避免，或者减轻事故的伤亡损失。
1875年6月9日至10日，为了对各种连续制动装置进行公平的性能试验，铁路事故皇家委员会和英国铁路公司协会合作组织了铁道史上第一次大规模制动性能试验，这次试验在米德兰铁路纽瓦克段（今诺丁汉至林肯线）进行，因此又称之为纽瓦克制动试验（Newark Brake Trials）。试验车组由十三节客车车厢和两节制动车组成，在该路段来回运行并对受试的九种制动装置进行试验。试验结果表明威斯汀豪斯的自动空气制动机最为优异，当列车制动初速为50英里/小时，自动空气制动的制动距离为777英尺，克拉克式液压制动为901英尺，麦金尼斯式压缩空气制动为1158英尺，史密斯式真空制动为1477英尺。这次试验无疑奠定了威斯汀豪斯自动空气制动机的地位，随后伦敦、布赖顿和南方海岸铁路、大东部铁路、北英铁路、卡利多尼安铁路亦相继选用自动空气制动，但许多英国铁路公司仍然选择沿用原有的真空制动装置，以节省全面更换机车车辆制动装置的巨大投资。
1878年，英国政府通过一项关于连续制动的法案（Railway Returns (Continuous Brakes Act), 1878），要求铁路公司每年两次向贸易委员会提交报告，报告内容包括机车车辆使用的连续制动装置的数量和类型，但该法案并无强制要求为机车车辆安装连续制动，举棋不定的铁路公司自然会不断拖延时间。直到1889年发生死伤惨重的阿马铁路事故之后，迫于公众压力的英国国会随即出台《1889年铁路监管法案》（Regulation of Railways Act 1889），强制要求各铁路企业在规定时间内，为所有旅客列车安装连续制动装置。连续制动的普及对于改善行车安全作出了不可磨灭的贡献，此后因制动失灵导致的铁路事故大为减少，并使公众对铁路运输安全的信心得到增强。

### 伯灵顿制动试验

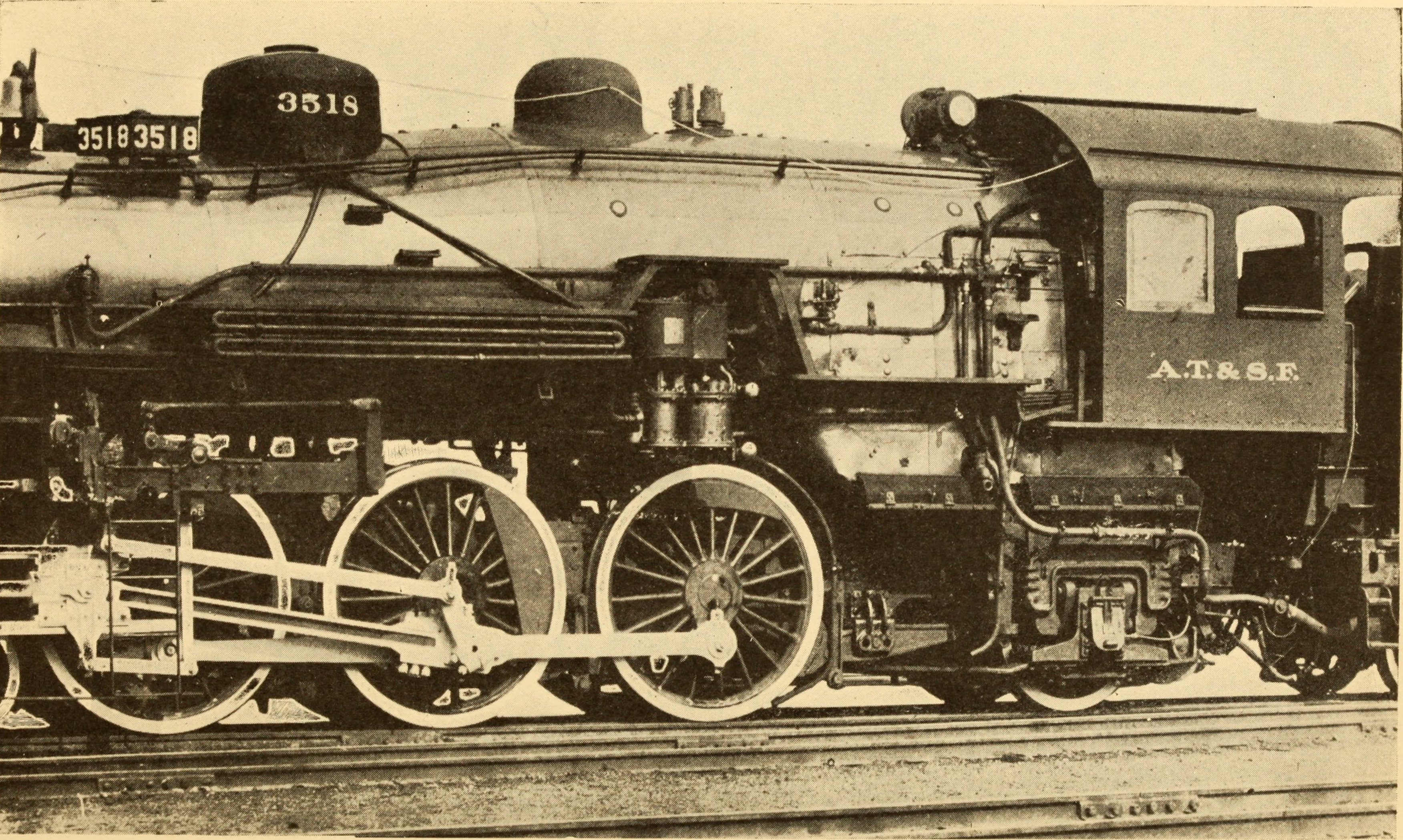
一辆采用西屋空气制动的艾奇遜、托皮卡和聖塔菲鐵路3500型蒸汽机车（1918年）

而在十九世纪末的美国随着铁路货物运输量的不断增长，没有统一标准的制动装置和连接装置已成为制约提升货物列车重量和长度的主要因素。虽然当时西屋公司的空气制动机已经在旅客列车上被广泛应用，但大多数货物列车仍然没有装备任何连续制动装置，这是因为铁路货车由各铁路公司分别拥有，在许多情况都是相互联运和交换使用，在联运过程中就会产生如何计算其他公司之货车的维修费用问题。因此，为了解决铁路货车维护计价标准的问题，并使铁路货车能够在全国范围内通行，就必须首先实现车辆零部件的标准化。
1886年和1887年，美国铁路车辆制造者协会（Master Car Builders' Association）与芝加哥、伯灵顿和昆西铁路合作，在爱荷华州伯灵顿先后进行了两次货物列车制动试验，即著名的伯灵顿制动试验（Burlington Brake Trials）。试验目标是不论在常用制动或紧急制动的情况下，使50辆编组的货物列车能够迅速平稳停车，同时不会发生过大冲击而令车辆结构和连接器受到损害。在1886年的首次试验中，除了两款缓冲制动装置被直接淘汰外，自动空气制动机和自动真空制动机的表现也不令人满意；自动空气制动机是主要问题是车辆距离机车越远三通阀灵敏度越低，列车后部车辆在常用制动时没有反应，其次是紧急制动时列车纵向冲击太大，容易造成列车挤压脱轨或断钩事故。在1887年进行的第二阶段试验，威斯汀豪斯使用局部减压原理的快速自动空气制动机，并将列车管直径由1英寸加大到1¼英寸，使制动波速和制动平稳性得到大幅提高。
值得注意的是，威斯汀豪斯和卡本特（Jesse Fairfield Carpenter）还在这次试验中分别带来了第一代的电控空气制动机，这种制动机通过电信号向电控阀传递制动及缓解指令，优点是全列车制动和缓解作用的一致性较好，但威斯汀豪斯当时并不看好这种结构更为复杂的制动装置，加上快速自动空气制动机无需使用电控装置辅助，也能满足编组50辆货物列车的制动需要。1889年，铁路车辆制造者协会正式将快速自动空气制动机定为美国铁路标准制动装置，并制定了相关技术规范。1893年，美国联邦政府通过《铁路安全装备法案》（Safety Appliance Act），该法案要求铁路公司必须在机车车辆上装备连续制动装置和自动车钩，经过七年宽限期后于1900年8月正式生效。

### 动力制动的普及

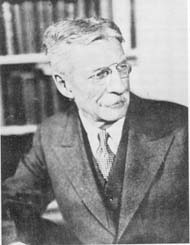
发明再生制动的法蘭克·史伯格

动力制动是指铁路机车车辆利用行驶时的动能，通过牵引传动系统和相应的控制装置来进行制动的方式。十九世纪的欧洲大陆曾经使用过称为逆气制动的机车制动方式，例如德国的雷根巴赫式逆气制动（Riggenbach-Gegendruckbremse）和法国的勒夏特里尔式水制动（Le frein Le Châtelier），方法是将阀动装置置于反向移动位置，然后将具有锅炉压力的热水导入气室，使活塞压缩蒸汽并产生制动力，这可被视为世界上第一种铁路车辆动力制动方式，但由于这种方式会使机车剧烈摇摆且有一定危险性，因此通常只在遇到紧急情况下迫不得而才会使用。真正实用的动力制动是在电气化铁路和液力变扭器问世之后才得以成为现实。
1879年，德国西门子和哈尔斯克公司在柏林工业展览会上，向世界示范了首个外部供电的电气化铁路系统，标志着铁道发展史进入了新的一页。1886年，被誉为电力牵引之父的美国发明家法蘭克·史伯格创造了两项重要发明，第一项是带有固定电刷的恒速无火花直流电动机，解决了直流电动机在变负荷时转速不稳的问题；第二项是制动时电能可以反馈回收的直流电动机驱动系统，也就是所谓的再生制动（专利号318,668、353,829）。再生制动是利用直流电动机的可逆原理，在制动时将牵引电动机切换成发电机使用，将车辆动能转换为电能，并将电能回馈到牵引供电系统。
1900年，美国工程师邦曼·希普曼（Bonner C. Shipman）发明了将串励直流牵引电动机作为他励发电机运转、通过调节励磁电流控制再生制动的方法（专利号675,114），解决了串励发电机的电气不稳定性问题，为再生制动及电阻制动的实用化打下了基础。自1900年代起，再生制动首先在某些有轨电车、电力机车、电力动车组等电气化铁路车辆上被采用。1930年代，电阻制动开始被应用在电传动柴油机车、电力动车组和电力机车上，电阻制动也是将列车的动能转换为电能，但与再生制动不同的是将电能消耗在电阻上，使其变成热能消散。1939年面世的易安迪FT型柴油机车是第一款采用电阻制动并投入批量生产的柴油机车。再生制动和电阻制动能够减少采用摩擦制动时的闸瓦磨耗，并且能有效提高列车下坡运行速度，对于改善列车运行安全具有重要意义，因此很快就成为被电传动铁路车辆普遍使用的制动方式，并伴随着半导体变流技术等电力电子技术的迅速发展而越趋成熟。

### 制动技术的发展趋势

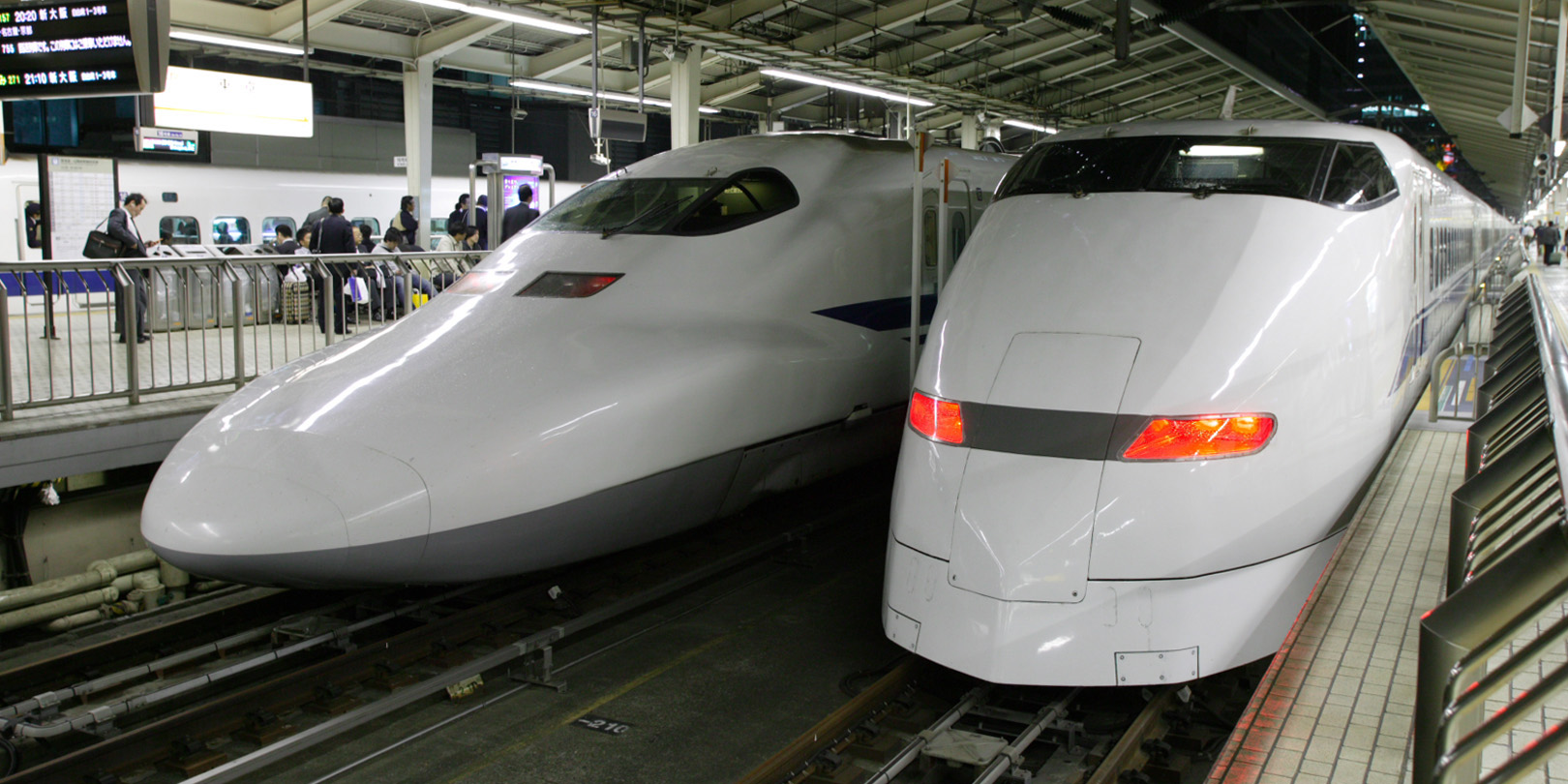
采用再生制动或涡流制动与电气指令式空气制动并用的新干线300系、700系电力动车组

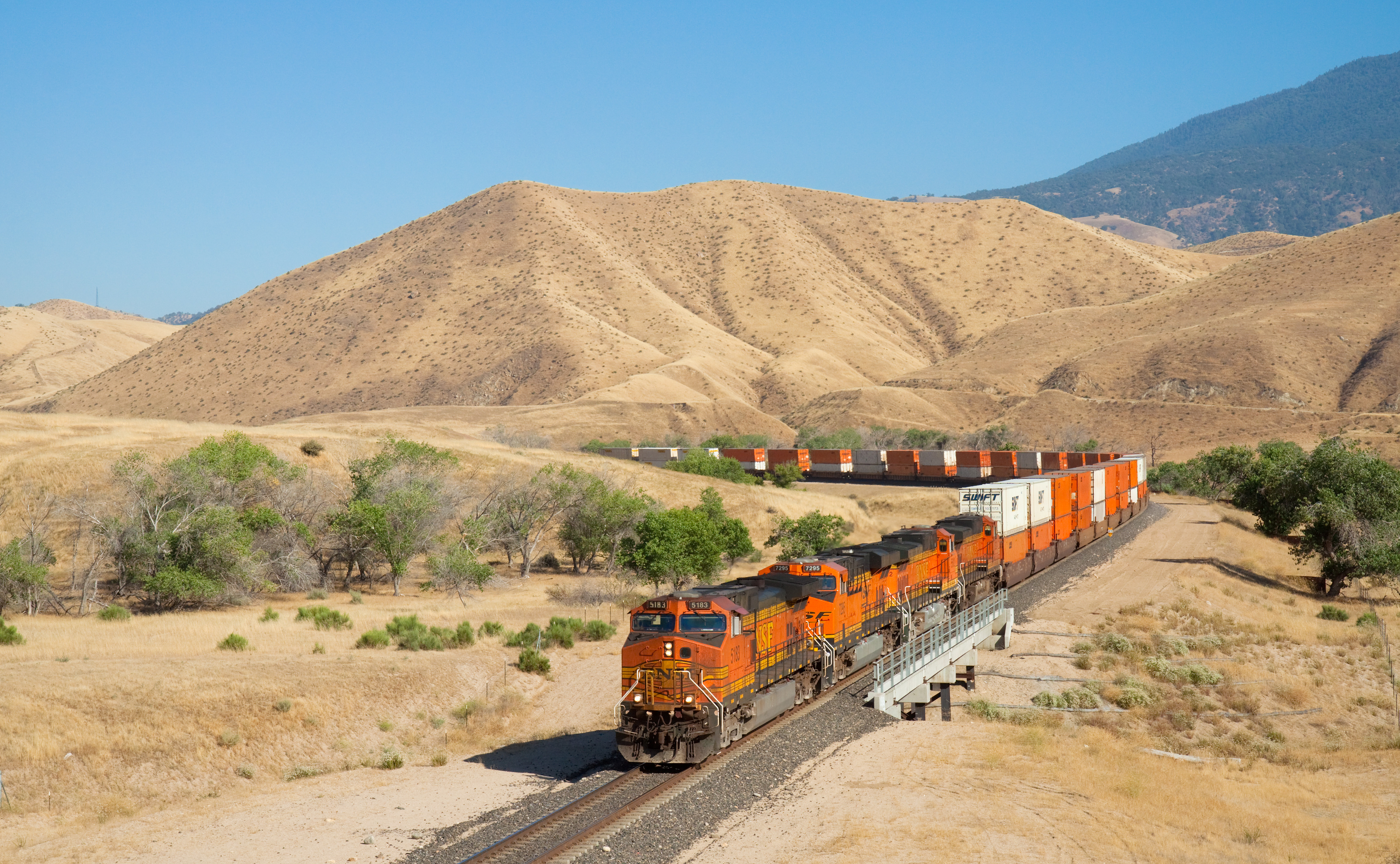
美国的重载货物列车

在传统的空气制动系统中，制动信号依靠司机操纵机车制动机产生列车制动管减压的压力波来传递，空气压力信号的传播受到空气波速的限制，其最大限度相当于音速（约每秒330米）。随着列车编组辆数和长度的增加，列车前后制动或缓解作用的时间差也越大，要确保各车辆同步制动以降低纵向冲动是非常困难的。自二十世纪中叶开始，伴随着各国铁路旅客列车高速化、货物列车重载化的发展趋势，对于制动装置的性能也提出了更高的要求，传统的自动空气制动已不能满足铁路发展需求，取而代之则是灵敏性更佳的电控空气制动。
高速列车制动系统的主要特点是制动功率大，并且要求反应迅速和控制灵敏，确保在提高运行速度的同时也能保证合理的制动距离。高速列车为了获得较高的制动功率，一般都采用多种制动方式相协调的复合制动系统，较常见的有结合动力制动和空气制动的电空联合制动模式，制动力分配原则是优先使用无磨耗的动力制动（例如再生制动或电阻制动），制动力不足时采用空气制动补充，另外还可以配合磁轨制动和涡流制动等制动方式，以及制动防滑器或增粘着装置来缩短制动距离。而提高空气制动系统响应速度的对策则是采用先进的电子控制技术，较早面世的例子包括自动式或电磁直通式电空制动，在1950年代至1970年代曾经被法国、德国、日本等国的旅客列车广泛采用。从1980年代起随着电子技术及微机控制技术的发展，采用微机控制的电气指令式电空制动机迅速普及，其中根据指令控制方法的差异可分为数字式或模拟式，例如日本采用了数字式电气指令直通电空制动，德国采用了模拟式电气指令自动电空制动，法国采用了模拟式电气指令直通电空制动。
虽然重载货物列车的运行速度不高，但由于列车牵引辆数和长度大幅增加，列车重量动辄达到10,000吨以上，重载列车在制动与缓解的过程中产生的纵向冲动比一般列车大得多，因此如何降低列车纵向冲击力成为铁路重载运输首要解决的技术问题，当今主要解决方案有微机控制机车制动机无线同步控制技术和货车重载电空制动系统:13(ECP)，前者主要应用于组合式重载列车，可通过微机控制实现机车制动机的远程同步控制，典型例子有克诺尔CCB II制动机、法维莱Eurotrol制动机、中车株机DK-2型制动机等；而货车重载电空制动主要应用于美国、加拿大、澳大利亚、南非等国的单元式重载列车，它利用微机通过有线或无线方式向全部机车车辆发送制动控制指令，直接控制列车中每辆车的制动缸之制动和缓解。

## 基础理论

### 轮轨关系与制动
除了橡胶车轮列车和磁悬浮列车等特殊的轨道运输系统外，绝大部分的铁路都是以钢轮钢轨为基础的轮轨铁路。当铁路机车车辆行驶时，动力装置通过传动系统将动力传递给动力轮对（动轮），由车轮和轨道之间的相互作用，产生使车辆运动的反作用力。根据刚体平面运动学的理论分析，沿着钢轨自由滚动的车轮，具有不断变化的瞬时旋转中心，车轮与钢轨的各个接触点在它们接触瞬间是没有相对运动的。轮轨之间纵向水平方向的切向作用力，亦就是物理学所说的静摩擦力，而其理论上可达到的最大值称为最大静摩擦力，这是一个与运动状态无关的常量，等于钢轨对车轮的法向反作用力与静摩擦系数的乘积。
但实际上车轮与钢轨的关系远比理论复杂。由于铁路车辆自身重力的作用，车轮与钢轨的接触面其实为椭圆形而不是点接触，亦不存在理想的瞬时旋转中心，车辆运行中也不可避免地发生各种冲击和振动。此外，由于车轮一般都采用圆锥形踏面，车轮在钢轨上滚动的同时必然伴随着微量的纵向和横向滑动。因此，轮轨关系实际上不是纯粹的静摩擦状态，现实中轮轨间的切向作用力亦与运动状态相关，亦不可能达到物理学理论上的最大静摩擦力。为了表示车轮与钢轨之间的这种状态，铁路牵引和制动理论使用“粘着”的概念来代替静摩擦这个名词，粘着状态下轮轨间切向摩擦力之最大值称为粘着力{\displaystyle f_{max}}。
轮轨问的粘着与静力学的静摩擦的物理性质十分相似，驱动扭矩引起的钢轨作用于车轮的切向反作用力{\displaystyle F}，这种由钢轨沿车辆运行方向施加于各动轮轮周上的切向外力之和{\displaystyle {\begin{smallmatrix}\sum \end{smallmatrix}}F}，也就是轮周牵引力。切向力{\displaystyle F}增大时，粘着力{\displaystyle f_{max}}也随之而增大，但切向力{\displaystyle F}受到粘着力{\displaystyle f_{max}}的限制，不能无限增大。当切向力{\displaystyle F}增大到某个数值时，粘着力{\displaystyle f_{max}}达到了最大值。此后，如果切向力{\displaystyle F}继续增大，{\displaystyle F>f_{max}}，轮轨间出现相对滑动，粘着着状态被破坏，轮轨间的静摩擦力{\displaystyle f_{max}}变为滑动摩擦力，此时的状态在铁路理论中称为“空转”，这是必须尽量避免的事故状态。粘着力{\displaystyle f_{max}}与轮轨间垂直载荷{\displaystyle P}（轴重）成正比，而粘着力与轮轨间垂直载荷的比值被称为粘着系数{\displaystyle \mu }，其关系可用函数表达，即{\displaystyle f_{max}=\mu P}。粘着系数根据各种因素可以有很大的变化范围，例如车轮与钢轨的表面情况、车辆运行速度等。

### 制动力的形成
与牵引力同一个道理，制动力也能够通过粘着产生。铁路制动装置就制动力的形成，可分为粘着制动和非粘着制动。制动时钢轨作用于车辆上的制动力是通过车轮与钢轨之间粘着产生的制动方式，称之为粘着制动，常见的踏面制动、盘式制动、电阻制动等形式都属于粘着制动。以典型的踏面制动为例，闸瓦作用于车轮的压力{\displaystyle K}引起闸瓦作用于车轮的摩擦力{\displaystyle K\phi _{k}}（{\displaystyle \phi _{k}}为闸瓦之摩擦系数）。由于轮轨间垂直载荷产生的粘着作用，闸瓦摩擦力矩引起钢轨对车轮的静摩擦反作用力{\displaystyle b}，作用方向与列车运行方向相反，使车辆运动速度因获得减速度降低。如果不考虑轮对的回转惯性质量，制动力{\displaystyle b}在数值上等于闸瓦摩擦力{\displaystyle K\phi _{k}}，而一辆铁路车辆的闸瓦制动力，等于所有闸瓦之摩擦力的总和，公式可以表示为{\displaystyle B=1000{\begin{smallmatrix}\sum \end{smallmatrix}}(K\phi _{k})}，其中{\displaystyle B}代表车辆制动力（公斤），{\displaystyle K}代表闸瓦压力（吨），{\displaystyle \phi _{k}}代表闸瓦摩擦系数。
制动力{\displaystyle b}同样也受到轮轨粘着条件的限制，最大制动力应该限制在轮轨最大粘着力以下，这样才能保证车轮在车辆运行速度范围内滚动；如果制动力接近甚至超过了粘着力，轮轨间的粘着状态开始被破坏，发生俗称车轮被闸瓦抱死的“滑行”现象，也就是说轮周速度比车辆实际运行速度慢，甚至车轮已经停止转动但仍然在钢轨上滑行，此时钢轨对车轮的静摩擦力变为滑动摩擦力。制动力和粘着力的关系可以公式{\displaystyle b\leq \mu P}来表达，{\displaystyle P}代表轮轨间垂直载荷（轴重），{\displaystyle \mu }代表制动时的轮轨间粘着系数。
这条公式又可以写成{\displaystyle K\phi _{k}\leq \mu P}，或者{\displaystyle {\tfrac {K}{P}}\leq {\tfrac {\mu }{\phi _{k}}}}，从而计算出单轴制动率（闸瓦压力与制动机作用轴的轴重之比）{\displaystyle \delta _{0}={\tfrac {K}{P}}\times 100\%}，以及车辆制动率（全车总闸瓦压力与全车重量之比）{\displaystyle \delta ={\tfrac {{\begin{smallmatrix}\sum \end{smallmatrix}}K}{q}}\times 100\%}（{\displaystyle q}代表车辆总重），并可以得出制动粘着条件公式{\displaystyle \delta \leq {\tfrac {\mu }{\phi _{k}}}}。由此可见，车辆制动率是指车辆闸瓦压力的总和车辆自身重力的比值，代表着该车辆的单位重力所具有的制动能力，制动率也不能大于轮轨粘着系数与闸瓦摩擦系之比值，避免车辆制动时发生滑行。
磁轨制动和轨道涡流制动等非粘着制动方式，产生的制动力并非通过轮轨粘着而作用于车辆，制动力的大小不受粘着力的限制，是超出粘着力以外获得额外制动力的制动方式。

### 制动距离的计算
列车制动距离是指从司机施行制动（将制动阀手柄移至制动位）的瞬间开始，到列车完全停止为止之间所行驶的距离，这是反映列车制动装置性能和实际制动效果的主要技术指标；除此之外，列车制动性能也可以用减速度来表示，两者可用下式换算：
{\displaystyle {\begin{aligned}\left({\frac {v\times 1000}{60\times 60}}\right)^{2}=2\cdot a\cdot S\end{aligned}}}
- {\displaystyle v}——施行制动时的列车初速度，单位为km/h
- {\displaystyle S}——列车制动距离，单位为m
- {\displaystyle a}——列车在制动距离内的平均减速度，单位为m/s²

实际上，制动信号经过任何空气管路或电路都存在一定的时间延迟，列车中各车辆的制动机并非即时地、同时地起作用，全列车的闸瓦压力和制动力也有一个增长过程，但为了便于计算而一般假定全列车的制动机同时作用。因此，列车制动的整个过程可以分为两个部分，首先是开始施行制动到制动机起作用这一瞬间的空走时间，也就是由司机操纵制动机起到制动缸压力上升到定压所需的时间，列车在空走时间内依靠惯性力行驶的距离称为空走距离；第二部分是由制动机作用时起至停车为止的过程，列车在这个过程所行驶的距离称为实制动距离或有效制动距离。列车制动距离{\displaystyle S}亦就是空走距离{\displaystyle S_{k}}与实制动距离{\displaystyle S_{e}}之和，即{\displaystyle S=S_{k}+S_{e}}。
实际上，列车在空走距离内依靠惯性惰行的过程中，运行速度会受到坡道影响而上升或下降，但计算空走距离时为简化计算程序，通常假定在空走时间内列车作等速运行（等于制动初速），坡度对列车速度和空走距离的影响采取修正空走时间值的办法来解决。空走时间随列车类型、制动装置、制动方式而变化，例如货物列车的空走时间比旅客列车长，紧急制动时空走时间比常用制动时短，可根据特定公式计算出理论值，一般范围约为3～10秒左右。空走距离{\displaystyle S_{k}}的计算公式如下：
{\displaystyle {\begin{aligned}S_{k}={\frac {1000\cdot v_{0}\cdot t_{k}}{3600}}={\frac {v_{0}\cdot t_{k}}{3.6}}\end{aligned}}}
- {\displaystyle S_{k}}——列车空走距离，单位为m
- {\displaystyle v_{0}}——施行制动时的列车初速度，单位为km/h
- {\displaystyle t_{k}}——列车空走时间，单位为s

实制动距离是列车在制动力（人为阻力）和自然阻力两方面合力作用下的减速过程，根据牛頓第二運動定律可得出作用于列车之单位合力的运动方程式：
{\displaystyle {\begin{aligned}c=-\left(b_{m}+w_{0}+i_{k}\right)={\frac {1000}{g}}\cdot {\frac {dV}{dt}}\end{aligned}}}
- {\displaystyle c}——作用于列车的单位合力，单位为N或kN
- {\displaystyle b_{m}}——列车单位制动力，单位为kg/t
- {\displaystyle w_{0}}——列车单位基本阻力，单位为kg/t
- {\displaystyle i_{k}}——加算坡度值，单位为‰
- {\displaystyle g}——重力加速度，相当于9.8m/s²
- {\displaystyle {\frac {dV}{dt}}}——列车减速度

由于列车运行速度是一个不断变化的量，而闸瓦摩擦系数和列车单位基本阻力亦随速度而变化，因此实制动距离的计算相对较为复杂，一般采用分段累积法进行计算，将实制动过程划分成若干速度间隔，计算出各速度段制动距离{\displaystyle \triangle s}，然后进行积分累计来求得近似的计算结果。实制动距离的计算公式例子如下：
{\displaystyle {\begin{aligned}S_{e}=\sum _{n=1}^{E}{\frac {4.17\left(V_{n}^{2}-V_{n+1}^{2}\right)}{b_{m}+w_{0}+i_{k}}}\end{aligned}}}
即{\displaystyle {\begin{aligned}S_{e}=\sum _{n=1}^{E}{\frac {4.17\left(V_{n}^{2}-V_{n+1}^{2}\right)}{1000\cdot \phi _{h}\theta _{h}\beta _{c}+w_{0}+i_{k}}}\end{aligned}}}
- {\displaystyle n}——速度间隔的顺序号
- {\displaystyle E}——速度间隔的总数
- {\displaystyle 4.17}——速度间隔的总数
- {\displaystyle V_{n},V_{n+1}}——每个速度间隔的制动初速和末速
- {\displaystyle \phi _{h}}——闸瓦换算摩擦系数
- {\displaystyle \theta _{h}}——列车换算制动率
- {\displaystyle \beta _{c}}——常用制动系数

各国铁路业者为了确保铁路行车安全，都会根据各自的铁路技术情况和运用管理经验，制定关于列车制动距离或制动减速度的技术标准，两者的分别在于制动距离是比较直观的指标，而制动减速度则相对较为抽象。例如，中国一直沿用紧急制动距离作为列车制动性能的标准，并且被列入《铁路技术管理规程》内，最高运行速度为120、140、160公里/小时的普速旅客列车，其紧急制动距离限值分别为800、1100、1400米，而对于最高速度达200公里/小时以上的高速列车，当制动初速度为200、250、300、350公里/小时，紧急制动距离限值分别为2000、3200、3800、6500米。日本亦对铁路制动装置的制动能力及定期检查等都作出了明确的规定，根据日本运输省制定的《新干线铁道构造规则》（昭和39年9月30日运输省令第70号），对于最高速度超过160公里/小时的新干线车辆，在平直线路上的常用制动减速度必须达到1.9km/h/s或以上。

## 制动方式

### 粘着制动

#### 踏面制动

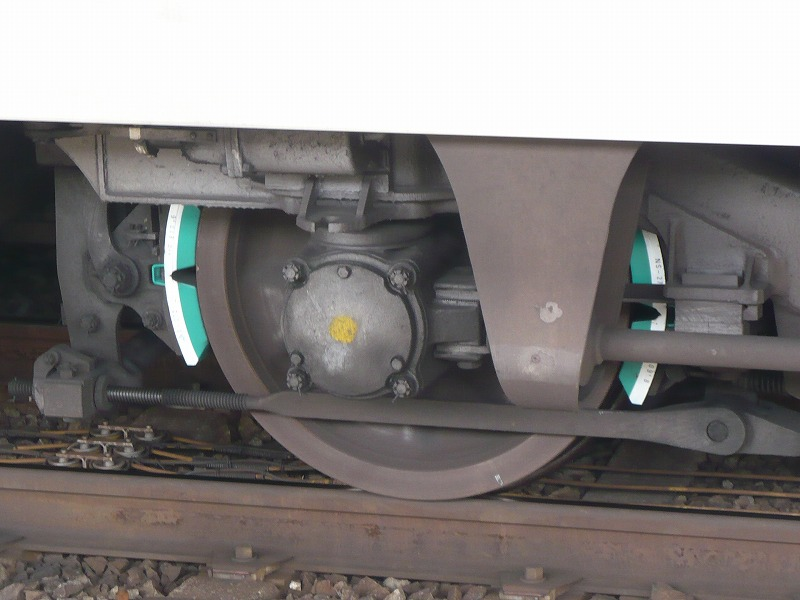
东京地下铁6000系电力动车组的双侧踏面制动装置，绿色部分为合成闸瓦片

踏面制动是历史最悠久且运用最广泛的铁路制动方式，通常是依靠压缩空气（空气制动）或者大气压力（真空制动）的作用，推动制动气缸中的鞲鞴（活塞），将空气的压力变成机械推力，使闸瓦紧压滚动的车轮踏面而产生摩擦作用，将列车的动能转变为热能并消散于大气。为了使制动气缸中的作用力得到放大，并且将推力均匀地分布到各个车轮的闸瓦上，踏面制动系统必须设有制动杠杆装置，根据杠杆定律来放大制动力。长期以来铁路车辆主要采用铸铁闸瓦，铸铁闸瓦的特点是其摩擦系数会随列车速度和闸瓦压力的提高而大幅降低，而制动初速越低则摩擦系数越大，当制动初速较高时可采用增加制动缸压力的办法来提高制动力。研究显示铸铁闸瓦的含磷量对摩擦性能有直接影响，含磷量较高的铸铁闸瓦则有较大的摩擦系数，故用较小的闸瓦压力即可获得同样的制动力，具有缩短制动距离、降低闸瓦温度、减轻闸瓦磨损、减少火花产生等优点，但高磷铸铁闸瓦亦有容易产生热脆性开裂的缺点。
1930年代，作为铸铁闸瓦替代品的合成闸瓦（又称塑料闸瓦）面世，这是利用橡胶或树脂等材料作为粘结剂，混合非金属材料（例如石墨、石棉、云母、粘土等）或粉末冶金材料（例如铸铁粉末、铝系粉末、铜系粉末等）而制成，并可根据需要改变配方以获得理想的摩擦性能；合成闸瓦的摩擦系数远高于铸铁闸瓦，可以应用较低的闸瓦压力和较小的制动缸，而且在整个速度范围内具有近乎相同的摩擦系数，使列车减速停车时更为平稳且更少噪音。此外，合成闸瓦还有耐磨性好、使用寿命长、自身重量轻、无摩擦火花等优点，但合成闸瓦的最大缺点是导热性差，在高热负荷下摩擦系数急剧下降，因此不适用于时速120公里以上的铁路车辆。

#### 盘式制动（碟式制軔）

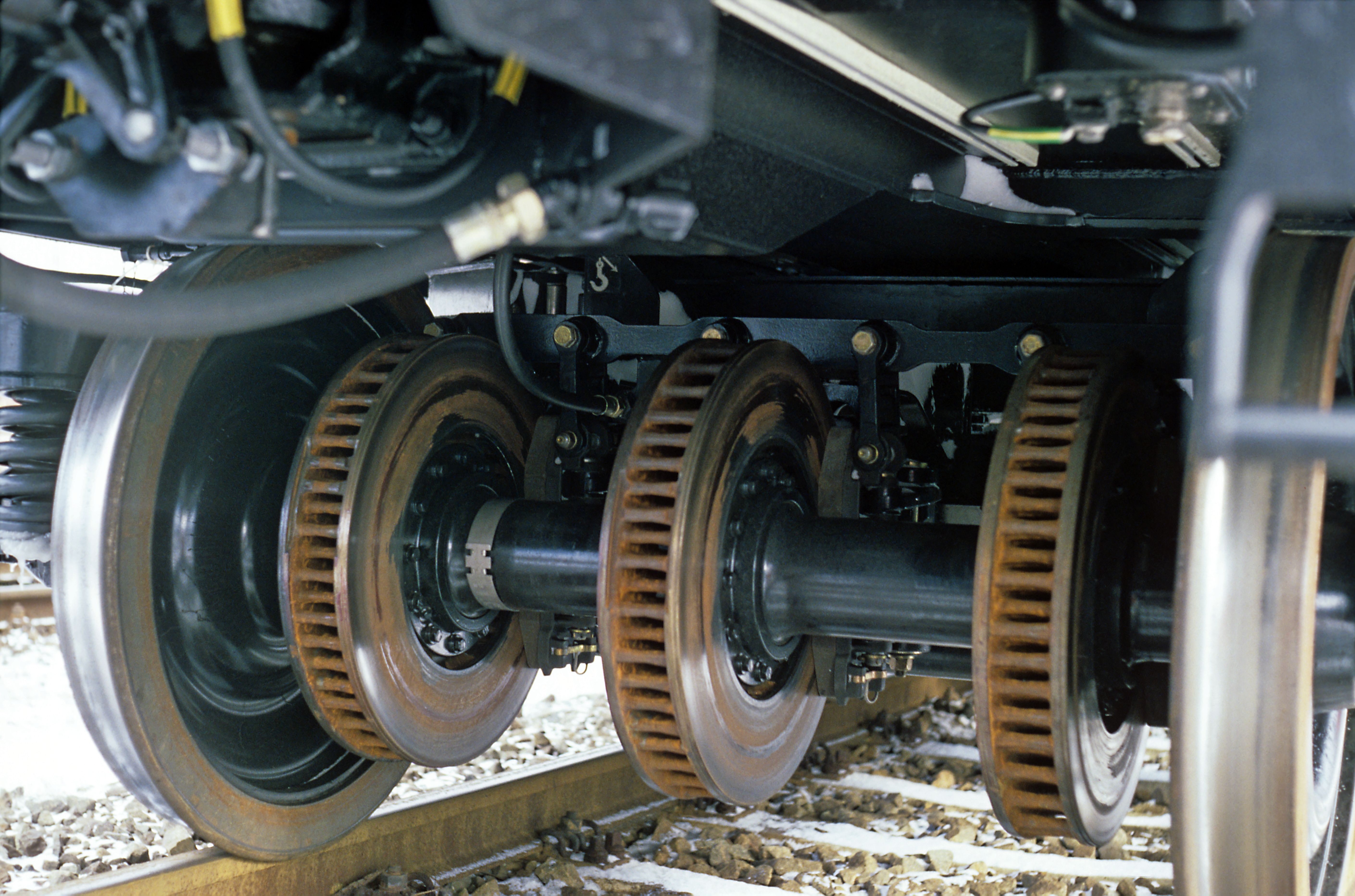
德国铁路445型电力动车组使用的轴盘式制动装置（格尔利茨转向架）

踏面制动采用将闸瓦压紧在车轮踏面上的方式来产生摩擦力，但是将车轮踏面作为运动能量吸收及散发的媒体使用，容易造成车轮踏面擦伤、热裂纹或凹槽磨耗等踏面损伤问题。为了满足提高列车运行速度的需要及防止车轮踏面的损伤，因而出现了将闸瓦夹紧安装在车轮侧面或车轴上圆盘（制动盘）来产生制动力的盘式制动方式。盘式制动的安装形式主要可分为两种类型，包括将制动盘安装在车轴上的轴盘式，以及将制动盘安装在车轮轮毂两侧的轮盘式。与踏面制动相比，盘式制动不仅可以大幅减轻车轮踏面的热负荷和机械磨耗，而且这是从制动盘两侧夹紧而产生的平面摩擦，所以盘式制动的摩擦面积及制动容量更大。
此外，还可根据需要选择最佳的闸瓦和制动盘材质。盘式制动装置几乎全部使用摩擦系数较高而且较稳定的合成闸瓦或粉末冶金闸瓦，有利于充分利用粘着并缩短制动距离。制动盘材质方面，在发展初期主要采用铸钢制动盘，后来发现铸钢的耐热性和耐磨性均比铸铁差，因此灰铸铁和合金铸铁制动盘逐渐被普遍采用，德国和日本等国还曾经在高速列车上试验锻钢、结构钢、低合金钢等材质的制动盘。当盘式制动装置作用时闸片温度可超过800℃，所以制动盘既要有吸收热能的容量，又要有良好的冷却性能，制动盘大多采用内置通风筋的中空结构。

#### 液力制动

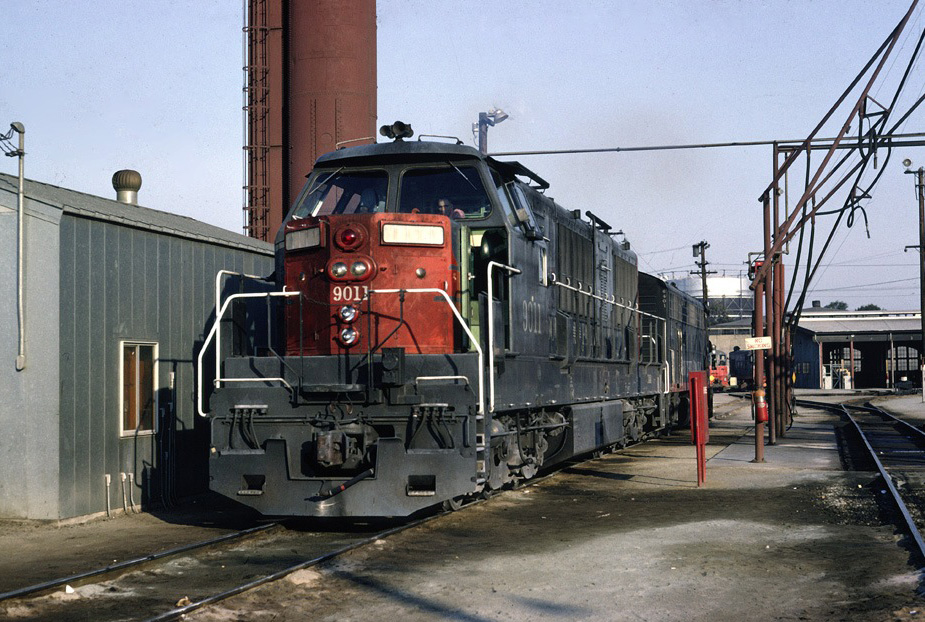
装备液力制动器的克劳斯-玛菲ML4000型柴油机车

对于液力传动的柴油机车或燃气轮机车，则可以选择液力制动作为无磨耗的动力制动方式。与液力传动装置的液力变扭器一样，液力制动亦是基于赫尔曼·费丁格提出的理论。液力制动的原理是通过液体的阻力作用使车辆减速，列车的动能通过液力偶合器及工作介质转换成热能，再通过柴油机的冷却装置消散到大气。制动偶合器包括一个与驱动轴相连的转子（泵轮），以及一个与传动装置箱体固定的定子（涡轮），转子和定子都带有特殊设计的叶片，并共同组成一个循环圆，其工作介质可以是传动工作油，也可以是水基介质（例如水－乙二醇混合液）。当制动时油泵向制动偶合器充油，泵轮将输入的机械能转换为流体能量，然后在涡轮中再将它转化为热能，同时转子和定子之间产生相对力矩（制动力）。由于液力机械的扭矩按转速的平方上升，功率按转速的三次方上升，因此车辆速度越高制动力增加越大。为避免制动功率超过冷却装置的容量，液力制动器需要以改变充油量的方法来调节制动功率，使溢流阀在油温恒温器的控制下部分地排油，以适应不同运行速度、牵引吨位及线路纵断面的变化。
1960年代初，第一批装用液力制动装置的克劳斯-玛菲ML4000型柴油机车在美国南太平洋铁路投入使用，目的是使机车适应在山区牵引重载货物列车的需要。此后，各国设计生产的大功率液力传动机车车辆大多装备了液力制动，例如德国联邦铁路213、216、218型柴油机车、日本国铁DE50型柴油机车、中国铁路北京型、东方红4型柴油机车、法国国铁BB 69000型柴油机车、RTG燃气涡轮动车组等。英国铁路先进旅客列车（APT-P）则是首次在时速200公里以上的高速列车上采用液力制动。

#### 电阻制动

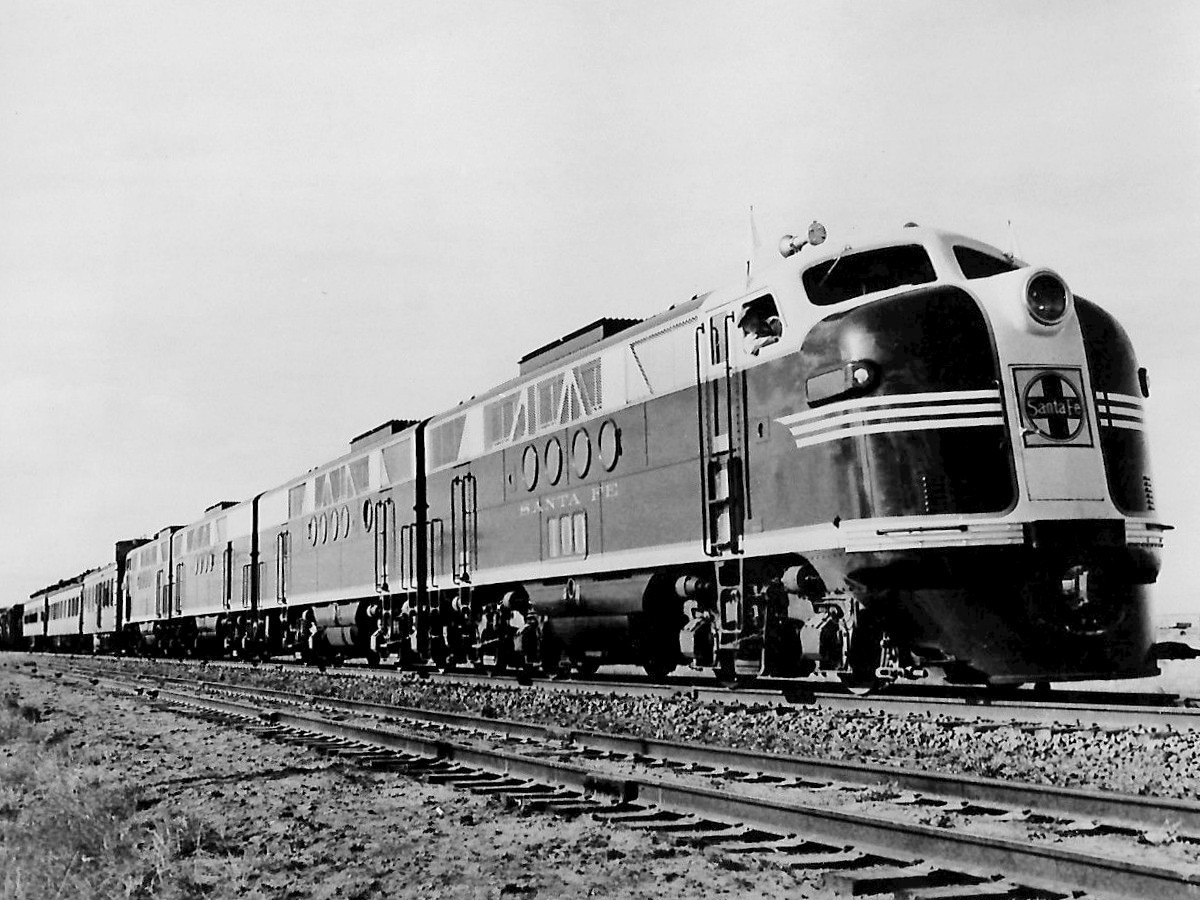
易安迪FT型柴油机车是第一款将电阻制动作为标准配备的柴油机车

电阻制动是应用于电力传动机车车辆的一种动力制动方式，这是利用电动机的可逆性原理，在制动工况时将牵引电动机切换成发电机运转，利用列车的惯性带动电动机转子旋转而产生反转力矩，把列车运行的动能转换成电能，然后把电能消耗在制动电阻上，使电能转变成热能并消散于大气。因应牵引电动机种类的不同，电阻制动的电路和控制也有多种形式。在过往以直流牵引电动机为主流的时代，由于串激发电机较难以控制，因此电阻制动时一般将牵引电动机改为他励，发电机励磁绕组由另外的电源供电，这样只需要调节励磁电流就能在较大范围内灵活调节制动力。而在采用交流牵引电动机的交流传动机车车辆上，可以利用三相交流异步电动机的四象限特性进行动力制动（第一象限和第三象限分别为电动机的正、倒转运行状态，第二象限和第四象限分别为电动机的正、倒转发电状态），并通过变流系统和斩波器实现制动力的平滑调节。
闸瓦制动的摩擦系数随着温度提高而明显下降，但电阻制动等动力制动方式则相反，制动初速越高时制动效果越明显，亦不存在闸瓦和车轮踏面磨耗的问题。此外，与其他动力制动方式一样，电阻制动可用于列车下坡时的调速制动，避免摩擦制动因闸瓦和轮箍过热而失效，而且司机能够选择合适的制动力来保持一定的下坡速度，不像空气制动那样进行多次制动作用之后还需要一段时间才能恢复风压。与再生制动相比，电阻制动的电路系统比较简单，可以采用恒流、恒速或恒制动力闭环控制，而且制动效果亦不受电网电压或是否有制动负载等因素的影响，因此即使电阻制动没有再生制动反馈电能的优点，许多电力机车依然选择装备电阻制动。电阻制动在电传动柴油机车的应用更为普遍，这是因为柴油机车的再生电能只能供辅助机械使用，多余的再生电能只可通过电阻消耗（除非是具有蓄电池的混合动力机车）。

#### 再生制动

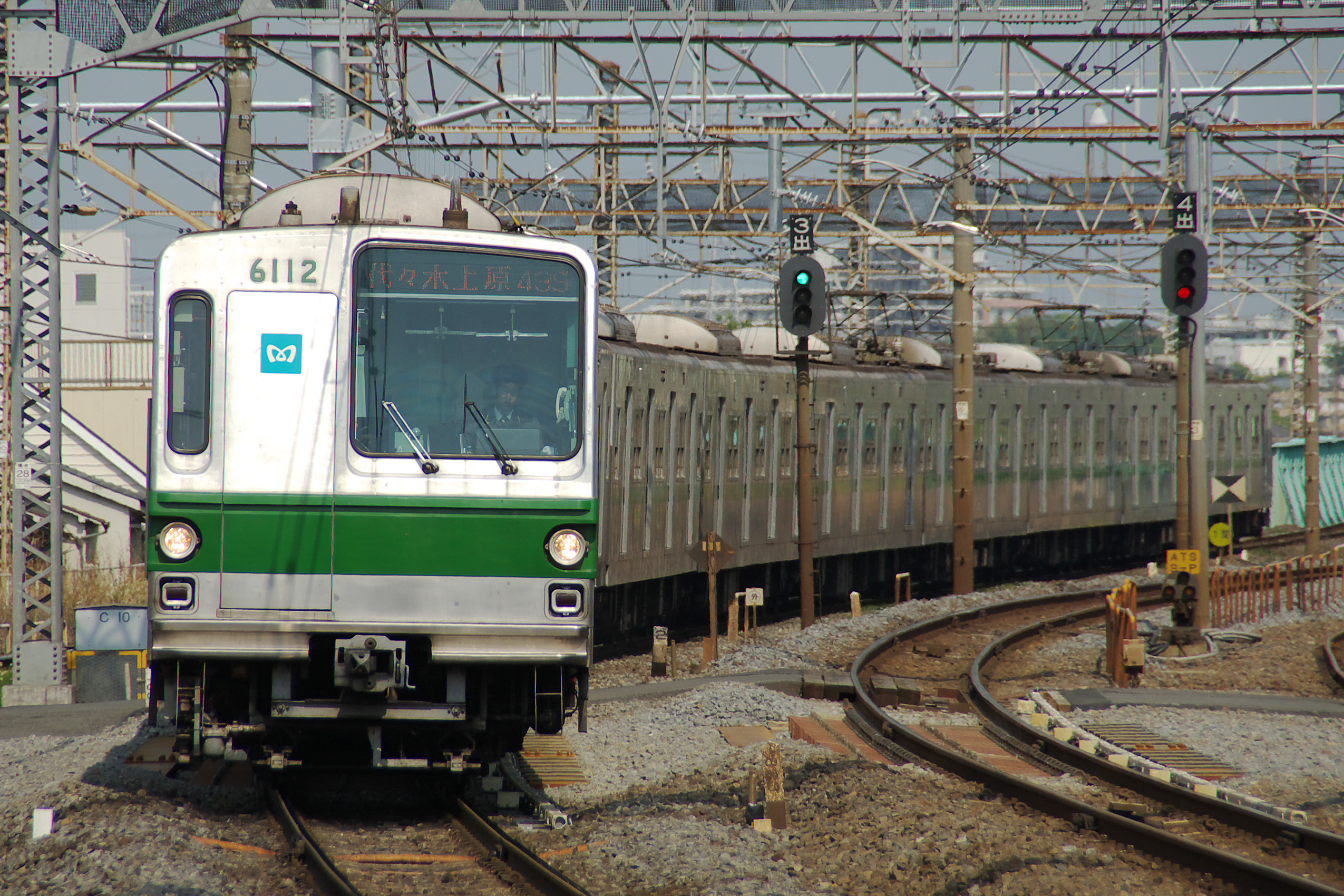
營團6000系電聯車——直流斩波车辆实现再生制动的先驱

电力传动机车车辆除了可以使用上述的电阻制动之外，也可选择使用更有经济效益的再生制动。再生制动的原理同样是将牵引电动机切换成发电机工作，但再生制动并非将电能消耗在电阻上，而是将电能反馈到牵引供电系统，供同一供电系统中的其它列车使用，因此是一种具有较高节能效益的动力制动方式。与电阻制动相比，再生制动不仅省略额外的制动电阻及转换开关，还具有提高制动粘着利用系数、改善制动特性的优点，低速运行时亦可保持恒制动力。
在直流电气化铁路系统中，使用直流牵引电动机的直流斩波车辆可以利用斩波控制装置，并通过平波电抗器与磁场绕组的升压作用方便地实现再生制动，1968年面世的营团6000系电力动车组就是第一款采用电枢斩波调压实现再生制动的铁路车辆；后来，又开发了以较低成本实现再生制动的磁场附加励磁控制方式，牵引工况时仍采用传统的电阻调压和串并联控制，再生制动时串励发电机励磁绕组由车上的电动发电机供电，这样就能够独立于电枢电流而连续地进行磁场控制，这种控制方式的典型例子就是日本國鐵205系電力動車組。
对于交流电气化铁路系统，法国和苏联很早就在引燃管整流的交流电力机车上试验再生制动，例如6Y2型电力机车和VL60R型电力机车，但由于功率因数和可靠性等原因而未被广泛采用。1960年代以后，随着电力电子技术和大功率晶闸管的发展，促进了晶闸管相控电力机车采用再生制动的发展，功率因数及谐波干扰亦有所改善。相控电力机车再生制动的特点是必须采用全控整流桥，再生制动时整流桥处于逆变状态，并通过控制励磁电流或控制角来调节制动电流，典型例子有法国的一段全控桥加一段半控桥（例如BB 15000型电力机车）、苏联的牵引绕组相连不等分三段全控桥（例如VL80R、VL85型电力机车）等。
从1980年代起，采用三相交流异步电动机作为牵引电动机的交流传动铁路车辆渐趋成熟。与过去的直流传动车辆相比，交流传动车辆具有功率因数高、谐波电流小、再生制动功率大的优点，使得再生制动在交流传动电力机车和电力动车组上被广泛采用。此外，交流传动车辆的再生制动电路也更为简单，进行再生制动时不需要改变主电路连接方式，这是因为当异步电动机旋转磁场低于转子转速，即发生负转差率的情况，异步电动机就会变为交流发电机工况。再生制动时变流装置的电流方向与牵引时相反，牵引逆变器作为整流器工作，而四象限整流器则作为逆变器向电网反馈电能。

#### 旋转涡流制动

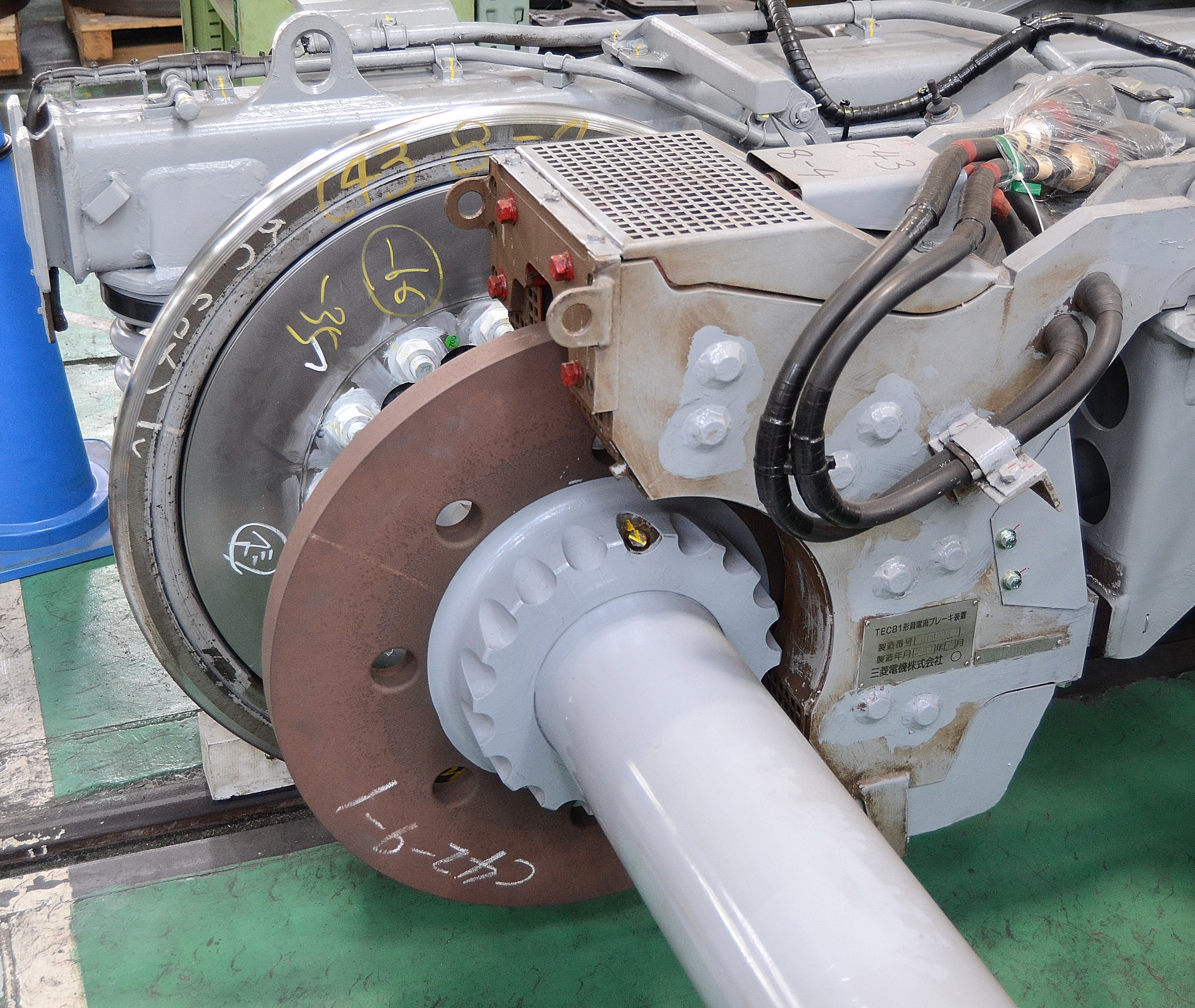
新干线700系电力动车组使用的旋转涡流制动装置

涡流制动是基于法国物理学家莱昂·傅科发现的涡电流现象，基本原理是将磁铁按照N、S极交替布置，并与金属导体保持一定的间隙，当磁铁与导体相对运动时产生电磁感应，导体内产生闭合的漩涡状感应电流（涡电流），由涡电流产生的磁场使主磁场发生失真，磁力线发生偏转，产生与运动方向相反的切向分力，亦即是制动力。涡流制动的主要优点是无机械磨损、制动力在很大速度范围内保持稳定，因此很早就被用于载重汽车和起重机械，早在1936年法国泰乐玛公司就研发出第一台汽车用涡流缓速器，但直到1970年代用于铁路车辆的涡流制动才开始获得重视。
涡流制动可分为轨道涡流制动（下述）和旋转涡流制动。旋转涡流制动是在车轴上设置金属圆盘作为磁感应体，磁铁安装在金属盘的一侧或两侧，金属圆盘在磁场中转动时可感应出涡电流，从而产生制动力；制动力和圆盘转速与励磁强度成比例，制动时在圆盘中储存和散发热能 。与属于非粘着制动的轨道涡流制动相比，旋转涡流制动的制动力必须经轮轨粘着传递到轨道，这种特性与同属粘着制动的盘式制动没有分别，但单靠涡流制动只能减速而无法作为停车制动使用，这是因为只有圆盘转动时才会产生涡电流，因此在低速时制动力会急剧衰减。旋转涡流制动最初应用于1972年面世的TGV 001高速燃气轮列车组，后来日本在新干线100系、300系、700系电力动车组的拖车上亦使用了旋转涡流制动。

### 非粘着制动

#### 磁轨制动

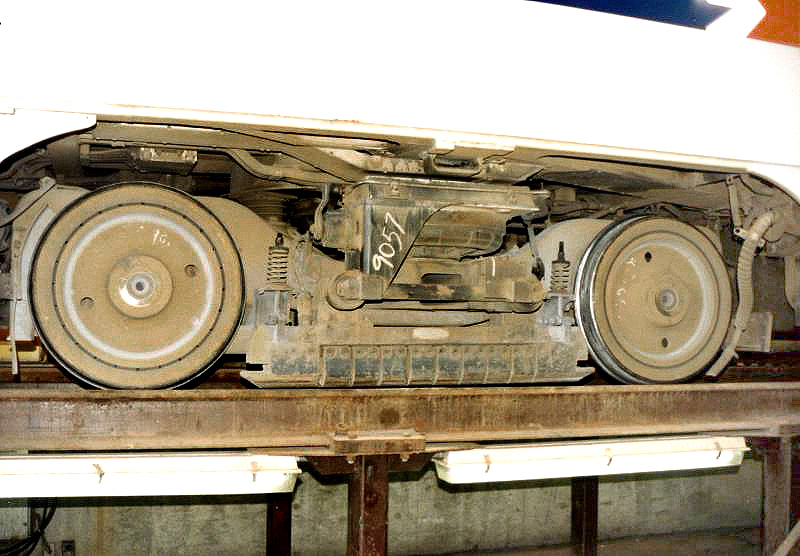
PCC电车使用的磁轨制动装置，位于转向架构架下方

磁轨制动是将磁铁安装转向架前后两轮对之间的侧梁下部，非作用时磁铁悬挂在距离轨面适当高度，当制动时磁铁通过压缩空气或液压控制装置放下至轨面，并接通磁铁使其以一定的吸力吸附在钢轨上，使磁铁底部的磨耗板与钢轨摩擦而产生制动作用。制动力的大小与磁铁的安装匝数以及铁芯材料等电气设计参数有关，同时亦和电磁铁与钢轨之间的磁力线气隙大小有关。磁轨制动与轮轨之间的粘着状态无关，因此不存在车轮被抱死而滑行的风险，而且可以获得更大的制动力以缩短制动距离；但磁铁磨耗板与钢轨直接摩擦不仅产生很大热量，对钢轨亦会造成较大损耗。因此，磁轨制动主要被用于有轨电车和高速列车。很多有轨电车行驶在非独立路权的路段，并且经常与其他道路交通平面交叉，为了在紧急情况时能够及时停车，有轨电车通常都需要较大的紧急制动减速度，制动距离短且简单可靠的磁轨制动正合乎其要求。而在高速列车上的磁轨制动大多都是作为紧急制动或辅助制动装置使用，当粘着制动不能满足列车紧急制动距离情况下，磁轨制动可以与其他制动方式同时发挥作用。
磁轨制动可以利用电磁铁或者永久磁铁产生磁场。传统的电磁轨道制动需要借助接通励磁电流，使电磁铁的线圈通电而产生磁场，一旦切断电源就失去制动作用，因此无法作为停车制动装置使用。1990年代，克诺尔公司开发出使用永久磁铁（例如稀土磁鐵）的永磁轨道制动，永久磁铁在接通以后无需进一步提供电能，可节省为磁轨制动装置供电的蓄电池组，因此永磁轨道制动亦作为停车装置器。瑞士联邦铁路Re460型电力机车和BLS铁路Re465型电力机车是最早采用永磁轨道制动的铁路车辆。

#### 轨道涡流制动

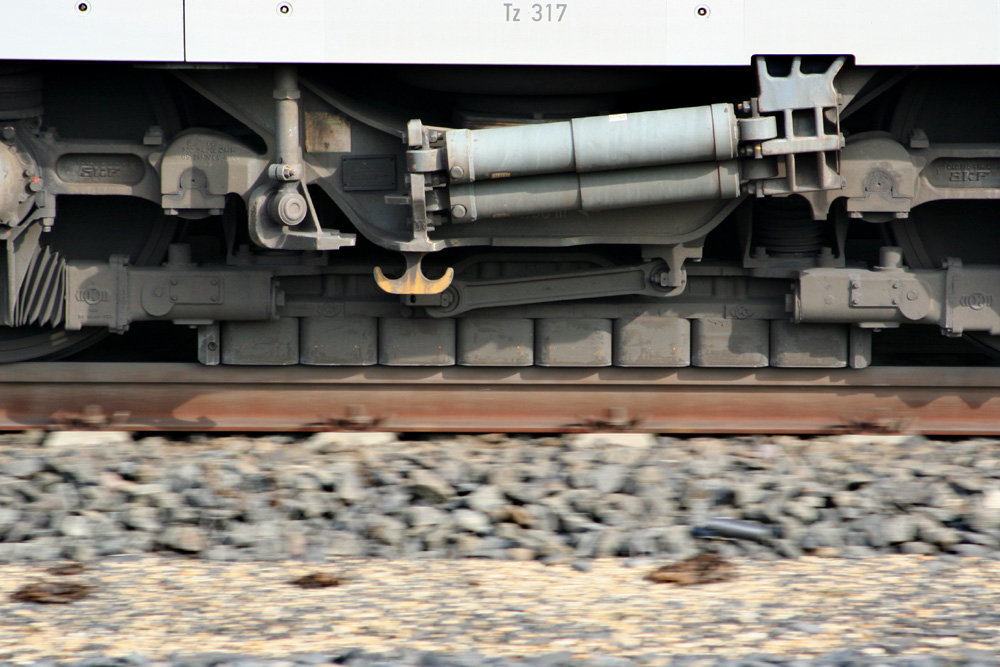
ICE-3列车的线性涡流制动装置

轨道涡流制动又称为线性涡流制动，和旋转涡流制动一样都是利用涡电流原理，只是轨道涡流制动用钢轨作为磁感应体，电磁铁安装在转向架上距离轨面约7～10毫米的高度，当列车行驶时电磁铁与钢轨产生相对运动，在钢轨上感应出涡流并形成制动力。与旋转涡流制动相比，轨道涡流制动与上述的磁轨制动同属非粘着制动，制动力不受轮轨间粘着系数的限制，有利于缩短列车制动距离。与磁轨制动相比，轨道涡流制动不会与钢轨产生机械摩擦，因此不会产生噪音。然而，它亦有一些缺点使其应用范围受到限制。轨道涡流制动的电磁场容易对轨道电路造成干扰，尤其对于直流电气化铁路更甚；而使用轨道涡流制动时，车辆动能转变成涡流损耗而导致钢轨发热，如果在同一路段连续使用轨道涡流制动，钢轨温度有可能超过规定的极限值。此外，虽然轨道涡流制动可产生强大的制动力，但同时耗电量也比磁轨制动大得多，根据德国联邦铁路ICE-V列车的试验，产生每千牛顿制动力约需4千瓦功率。
1960年代末，日本国有铁道曾经在新干线951型电力动车组试用轨道涡流制动，但由于簧下重量增加和钢轨发热等原因未被其他新干线车辆所采用。1970年代，轨道涡流制动被法国国家铁路和德国联邦铁路列入TGV、ICE高速列车的开发计划，克诺尔集团也参与了轨道涡流制动的研制项目。1974年，法国国铁在Z 7001型试验性电动车上进行了轨道涡流制动试验。1985年，德国联邦铁路开始利用ICE-V列车进行大量的轨道涡流制动试验，但当局考虑到电磁干扰和设备重量等因素，后继的ICE-1、ICE-2列车选用传统的磁轨制动。1998年，经过克诺尔集团长时间的研究和改良，新一代的轨道涡流制动装置开始在ICE-S列车上投入试验。2002年，德国铁路ICE-3高速列车投入服务，这是第一款采用轨道涡流制动的量产铁路车辆。

#### 风阻制动

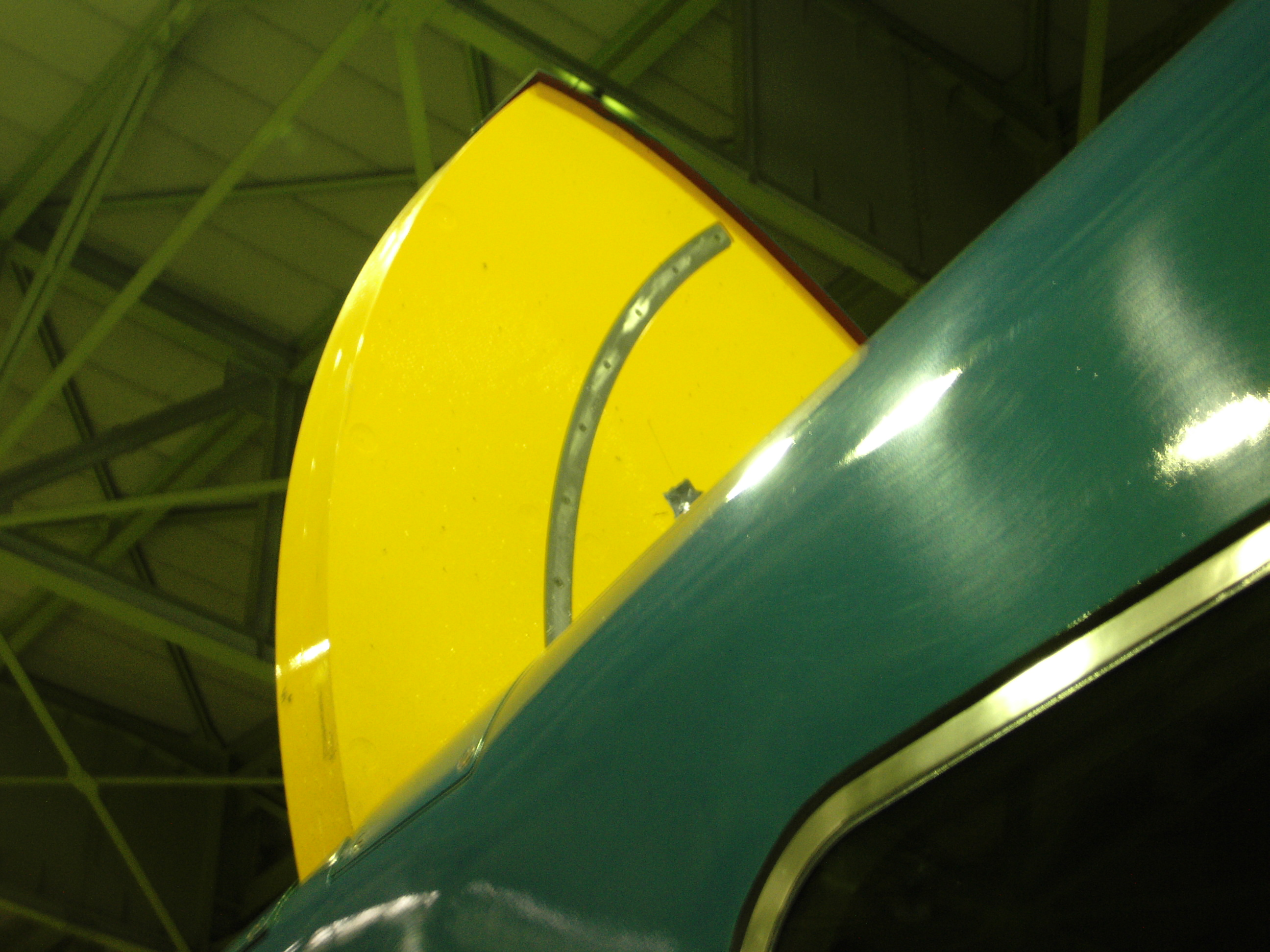
新干线E954型电力动车组的制动翼板，又称为“猫耳朵”

风阻制动又称为空气动力制动，这是一种特别为高速列车而设计的非粘着制动方式，原理是在列车上设置可伸缩的制动翼板，正常运行时翼板收进车身内部，紧急制动时向车身外伸出翼板，利用空气阻力以弥补粘着制动力不足，以达到增大减速度和缩短制动距离的目的。由于空气阻力与气流速度的平方成正比，因此列车行驶速度越高，风阻制动的效果越明显。增加翼板的面积和数量可提高风阻制动的制动力，但同时翼板大小和数量又受到车辆限界和车内空间的制约，这是风阻制动在设计上需要考虑到的重要因素。
日本已经在新干线高速列车和超导磁悬浮列车进行风阻制动的试验。在2005年面世的FASTECH 360 S高速试验列车（新干线E954型电力动车组）是第一款装上风阻制动装置的新干线列车，设计目标是在制动初速360公里/小时的情况下，紧急制动距离不超过现有列车在制动初速275公里/小时情况下的标准（当制动初速为275公里/小时，新干线E2系电力动车组的紧急制动距离为4000米），除了研究风阻制动对车辆稳定性和地面设备的影响，还在风洞进行了模拟飞鸟撞击和翼板强度等试验。此外，日本研制的实验性超导磁悬浮列车（包括MLU001、MLU002N、MLX01型列车）亦设有风阻制动装置，作为列车行驶时发生电源故障的非接触式紧急制动。